# ایوان نایت
ایوان نایت (انگلیسی: Evan Chevalier؛ زادهٔ ۱۳ مهٔ ۱۹۹۲) بازیکن فوتبال اهل فرانسه است.
از باشگاه‌هایی که در آن بازی کرده‌است می‌توان به باشگاه فوتبال بوردو اشاره کرد.